# Piskorovce
Piskorovce é um município da Eslováquia, situado no distrito de Vranov nad Topľou, na região de Prešov. Tem 7,67 km² de área e sua população em 2018 foi estimada em 119 habitantes.

## Demografia
| Ano:        | 1994 | 2004   | 2014    | 2024    |
| ----------- | ---- | ------ | ------- | ------- |
| Broj ljudi: | 166  | 160    | 142     | 112     |
| Razlika:    |      | -3,61% | -11,25% | -21,12% |

| Ano:               | 2023 | 2024   |
| ------------------ | ---- | ------ |
| Número de pessoas: | 115  | 112    |
| Diferença:         |      | -2,60% |